# بوتولیسم
بوتولیسم (به انگلیسی: Botulism) یک بیماری نادر ولی به صورت بالقوه کشنده است. بوتولیسم یک بیماری فلج است که عامل ایجادکنندهٔ آن سمی است که توسط باکتری کلوستریدیوم بوتولینوم تولید می‌شود. شروع بوتولیسم با علائمی همچون ضعف، سختی در دید، احساس خستگی، و سختی در حرف زدن همراه است. علائم بعدی بیماری می‌توانند شامل این موارد باشند: ضعف دست‌ها، عضلات قفسهٔ سینه، و پا. این بیماری معمولاً تأثیری روی خودآگاهی ندارد و ایجاد تب نمی‌کند اما باعث ایجاد گیجی می‌شود.
بوتولیسم می‌تواند از چند راه مختلف ایجاد شود. وجود اسپورهای باکتریایی عامل این بیماری در خاک و آب رایج است.
وقتی که این اسپورها در شرایطی قرار بگیرند که سطوح اکسیژن کم باشد و شرایط دمایی خاصی برقرار باشد، سم بوتولینوم تولید می‌کنند. بوتولیسم غذایی زمانی رخ می‌دهد که سم بوتولیسم خورده شود. بوتولیسم نوزادان زمانی رخ می‌دهد که باکتری در روده رشد کرده و سم آزاد کند. اصولاً این بیماری تنها در کودکان زیر شش ماه رخ می‌دهد، چرا که پس از آن سازوکارهای محافظ رشد می‌یابند. بوتولیسم در اثر زخم بیشتر در میان کسانی رخ می‌دهد که مواد مخدر تزریقی استفاده می‌کنند. در چنین شرایطی اسپورها وارد زخم شده و در غیاب اکسیژن، سم آزاد می‌کنند. بوتولیسم مستقیماً میان انسان‌ها انتقال پیدا نمی‌کند. تشخیص بیماری از طریق یافتن سم یا باکتری در فرد انجام می‌پذیرد.
در اصل، پیشگیری از بوتولیسم از طریق تهیهٔ کامل و مناسب غذا ممکن است. این سم با گرمای بالاتر از ۸۵ درجهٔ سیلسیوس به مدت بالاتر از پنج دقیقه از بین می‌رود. دادن عسل به کودکان زیر یک سال، به خاطر ریسکی که این غذا دارد، توصیه نمی‌شود. درمان بوتولیسم از طریق مادهٔ ضد سم است. برای کسانی که خود نمی‌توانند تنفس کنند، ممکن است تهویه مکانیکی به مدت چند ماه مورد نیاز باشد. برای بوتولیسم زخمی، ممکن است آنتی‌بیوتیک نیز استفاده شود. مرگ و میر در ۵ تا ۱۰ درصد افراد رخ می‌دهد. بوتولیسم می‌تواند حیوانات دیگری را نیز دچار کند.

## انتقال
انتقال این باکتری از طریق:
-زخم باز و ضد عفونی نشده
-آب آلوده و غیر استریل و غذای نپخته 
-خاک آلوده که دارای اسپور باکتری بوتولیسم 
-استفراغ اسهال مدفوع ادرار و خون فرد بیماری
-ورود مدفوع از طریق دهان 
لازم به ذکر است خاک آب و غذای آلوده سه منبع مهم انتقال این باکتری است که علاوه بر آن باکتری کزاز را نیز به وجود میاورد

## پیشگیری
اقدامات پیشگیری شامل:
-جوشاندن آب آلوده با دمای بالای ۶۰ درجه سانتیگراد
-پختن مواد غذایی برای خنثی کردن سم بوتولیسم
-تصفیه آب و مدفوع با سیستم تصفیه قدرتمند مکانیکی  
-شستن مکرر دست ها با صابون یا الکل
-تماس نداشتن با ادرار و مدفوع آلوده از طریق دهان
-وجود زخم بسته و ضد عفونی شده 
علاوه بر آن عسل به دلیل وجود مقداری کمی سم بوتولیسم برای کودکان پایین ۴ سال مناسب نیست توجه داشته باشید مدفوع ادرار خون اسهال و استفراغ دارای سم و باکتری بوتولیسم است پس از این موارد باکتری بوتولیسم را منتقل میشود  

## درمان
بوتولیسم درمان دارد ولی واکسنی برای آن تاکنون ساخته نشده است. درمان‌ها شامل تزریق آنتی بیوتیک میترونیدازول است تا باکتری را از بدن فرد آلوده ریشه‌کن کند تا سم تولید نکند. تزریق پادتن بوتولیسم برای از بین بردن و خنثی کردن سم داخل بدن از جمله اقدامات مهم درمان است اما سم‌های جمع شده در بافت را نمی‌تواند خنثی کند. همچنین تزریق مایعات داخل وریدی برای حفظ دما و کم آبی بدن مهم است. چک کردن علائم حیاتی بدن فرد از مرگ نیز پیشگیری می‌کند. اگر فرد بیماری حاد‌تر داشت باید در آی سی یو بماند تا در آنجا پادتن‌های ضد بوتولیسم دریافت کند و اکسیژن زیادی نیز بگیرد. همچنین داروهای ضد اسپاسم، فلج اندام را درمان می‌کنند.

## شیوع
بوتولیسم غذایی اغلب با خوردن غذاهای آلوده کنسروی و به ویژه کنسروهای خانگی ایجاد می‌شود. تعداد مسمومیت‌های بوتولیسم غذایی و نوزادی در سال‌های اخیر کمی کاهش یافته‌است.
بوتولیسم در تمام جهان رخ می‌دهد ولی گزارش‌های مربوط به بروز ان در نقاط مختلف متفاوت است، هر چند این امر می‌تواند به دلیل تفاوت در بروز باشد ولی باید توجه داشت که بیماری بوتولیسم نادر است و لذا ممکن است دلیل اختلاف شیوع در نقاط مختلف مربوط به میزان دسترسی به منابع برای اثبات تشخیص و میزان آشنایی پزشکان با بیماری و همچنین تفاوت‌ها در التزام به گزارش کردن این بیماری به مراجع ذیصلاح باشد. بیشترین ابتلای بوتولیسم در ایران، مربوط به استان‌های گیلان با ۹۰ مورد در طول پنج‌سال و سپس گلستان و به دلیل مصرف فرآورده‌های خانگی همچون اشبل شور، کشک و پنیر تازه و نیز فراورده‌های دریایی همچون جلبک است.
کمترین شیوع بوتولیسم تاکنون مربوط به استان آذربایجان غربی، با چهار مورد در طول پنج سال گزارش شده‌است.

## علایم
بوتولیسم با علایم دو بینی، دید بلوری، افتادگی پلکها، صحبتهای درهم و نامشخص، اشکال در بلع، خشکی دهان، و ضعف شدید عضلانی و فلج کامل همراه است. بیماری در تمام دوران ابتلاء و فلج، تأثیری بر هوشیاری بیمار ندارد و همچنین تب وجود ندارد.
در نوزادان دچار بوتولیسم خواب آلودگی، گریه ضعیف، یبوست و توان عضلانی بسیار ضعیف دیده می‌شود. در صورت عدم درمان اولیه، فلج دست‌ها، پاها و حلق و عضلات تنفسی پیش خواهد آمد.
در حالت مسمومیت غذایی نشانه‌های بیماری عموماً ۱۸تا ۳۶ساعت پس از خوردن غذای آلوده ایجاد می‌شود، ولی از ۶ساعت تا ۱۰روز بعد هم احتمال بروز علایم هست.